# Persona (masque)
 (mars 2015).
Si vous disposez d'ouvrages ou d'articles de référence ou si vous connaissez des sites web de qualité traitant du thème abordé ici, merci de compléter l'article en donnant les références utiles à sa vérifiabilité et en les liant à la section « Notes et références ».

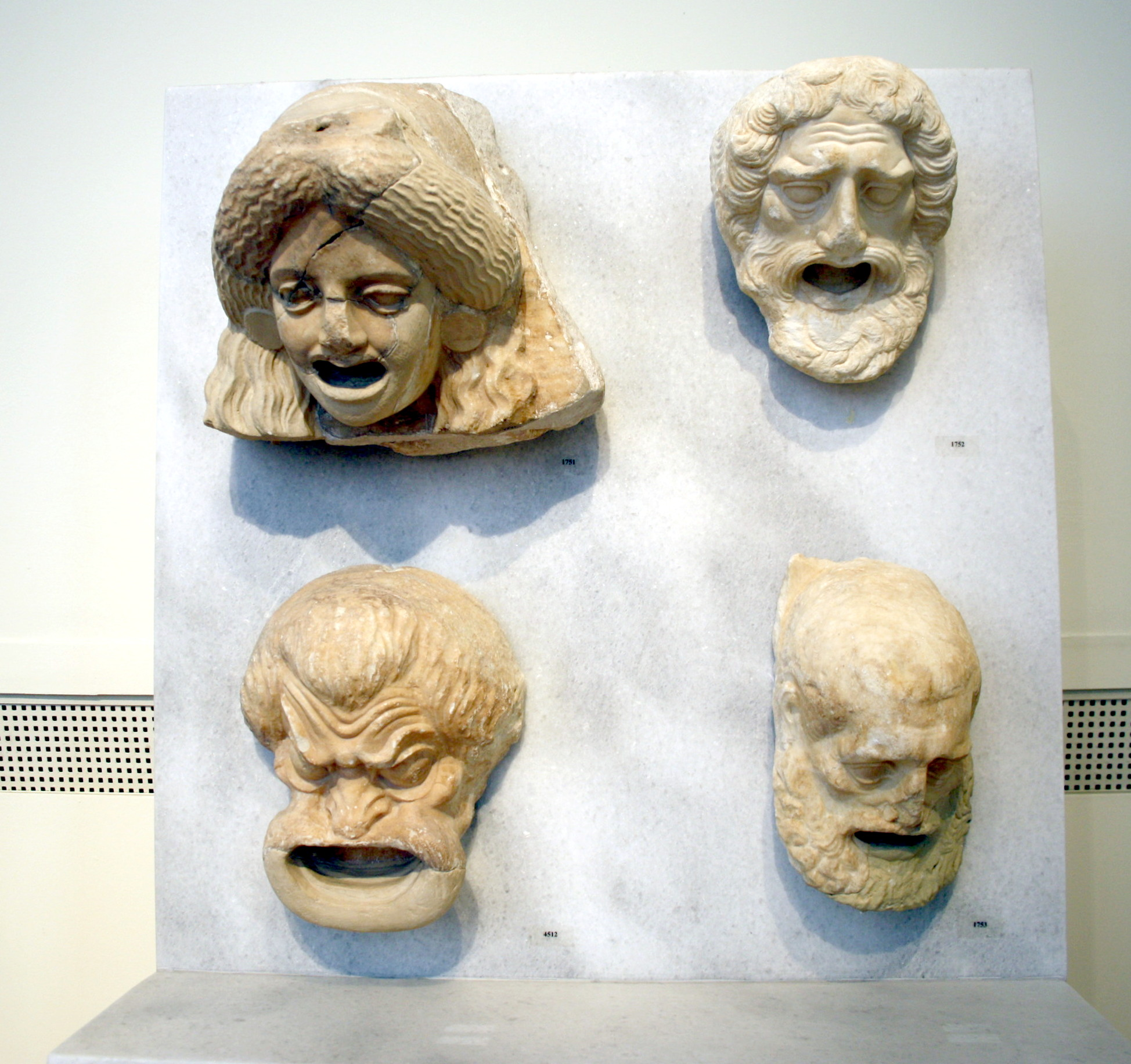
1280 - Archaeological Museum, Athens - T

Le mot persona (du verbe personare, per-sonare : parler à travers) désignait en latin  le masque que portaient les acteurs de théâtre. Ce masque avait pour fonction à la fois de donner à l'acteur l'apparence du personnage qu'il interprétait, mais aussi de permettre à sa voix de porter suffisamment loin pour être audible des spectateurs.